# David R. Inglis
David Rittenhouse Inglis (* 10. Oktober 1905 in Detroit, Michigan; † 3. Dezember 1995 in Amherst, Massachusetts) war ein US-amerikanischer Physiker.
David Inglis war ein Nachfahre von David Rittenhouse. Er studierte am Amherst College mit dem Bachelor-Abschluss 1928 und wurde 1931 an der University of Michigan in Physik promoviert. 1932 war er ein Jahr in Heidelberg und war nach der Rückkehr in die USA 1933 an der Ohio State University, der University of Pittsburgh und der Princeton University. Er war ab 1938 Associate Professor an der Johns Hopkins University und arbeitete im Zweiten Weltkrieg erst am Aberdeen Proving Ground, dem Ballistikzentrum der US Army, und dann von 1943 bis 1946 im Manhattan-Projekt in Los Alamos. Nach dem Krieg war er Gruppenleiter am Argonne National Laboratory, dem er als 1949 als Senior Scientist beitrat und wo er wieder theoretische Kernphysik betrieb. 
Aus Sorge um die Zunahme der Nuklearrüstung begann er sich in den 1950er Jahren öffentlich für nukleare Abrüstung zu engagieren und war Gründungsvorsitzender der Federation of American Scientists. Er betrieb Lobbyarbeit für Beschränkung der nuklearen Rüstung und für Einstellung von Nukleartests sowohl vor dem Kongress als auch in der breiten Öffentlichkeit (Veröffentlichungen im Bulletin of the Atomic Scientists, Saturday Review und The New Republic) und nahm in den 1950er und 1960er Jahren an den Pugwash-Konferenzen teil. 
1969 verließ er das Argonne Lab und wurde er Professor an der University of Massachusetts at Amherst. 1975 wurde er emeritiert.
Ab den 1930er Jahren befasste er sich mit theoretischer Kernphysik, wobei er an der Johns Hopkins auch ein experimentelles Programm entwickelte. Ihm gelang eine der ersten mikroskopischen Beschreibungen eines angeregten Kernzustands, wobei er beim Isotop 7 Lithium die Spin-Orbit-Kopplung im Kern. Er befasste sich später mit alternativen Energiequellen und besonders Windenergie.
1974 war er der erste Preisträger des Leo Szilard Award der American Physical Society. Er war Ehrendoktor des Amherst College und der University of Illinois.

## Schriften
- Nuclear Energy: Its Physics and Its Social Challenge, Addison-Wesley 1973
- Wind Power and Other Energy Options, University of Michigan Press 1978